# Principiul inalienabilității drepturilor
În materia juridică de drept al muncii, este cunoscut ca principiu al inalienabilității drepturilor acel principiu juridic care limitează autonomia de voință, în situații specifice, în situații relaționate cu conceptul contract individual de muncă.
În temeiul acestui principiu, lucrătorul se află în imposibilitatea de a se priva (prin voință proprie), de garanțiile prevăzute de legislația muncii, chiar dacă aceasta renunțare i-ar produce beneficii proprii. Astfel că, aceasta prevedere face ca ceea ce este renunțat sa fie lovit de nulitate juridică absolută. Autonomia de voință nu se afla pe tărâmul propriei ei sfere de acțiune, atunci când sunt în discuție drepturi inalienabile. Acest lucru evidențiază faptul că principiul autonomiei de voință al materiei juridice numită Drept privat este sever limitată în materia juridică de drept al muncii.
Astfel, lucrătorul este incapacitat (de către materia juridică însăși) să renunțe la salariu (sau să accepte unul care este mai mic decât nivelul minim stabilit prin lege); odată ce perioada zilnică de lucru este de maxim 12 ore, orice cerere a vreunui lucrător către angajatorul său de a fi lăsat să lucreze 13, 15 sau 18 ore, este lovită de nulitate juridică absolută.

## Pronunțări
Curtea Constituțională din Peru a semnalat următoarele:
„Constituția protejează lucrătorul chiar și în ceea ce privește faptele proprii, atunci când intenționează să renunțe la drepturi și la avantaje care, prin mandat constituțional și legal ii aparțin, evitându-se astfel ca, din cauza lipsei sale de cunoaștere (a ignoranței) – și mai presus de toate, din cauze ce țin de amenințare, constrângere, violență - să fie prejudiciat.”

## Precizări
Trebuie subliniat faptul că un drept stipulat de acea materie juridică specifică domeniului domeniului Muncă, provine ori dintr-o „normă ne-imperativă” (eng. default rule, sp. norma dispositiva) ori dintr-o „normă imperativă” (de caracter obligatoriu). În acest context, non-renunțarea este funcțională doar în ce privește cea de-a doua situație. Norma ne-imperativă este aceea care operează numai atunci când nu există nici o manifestare de voință sau atunci când aceasta este exprimată cu lipsa de claritate. Statul le face afirmate doar prin formă implicită sau prin omisiune în ce privește expresia voinței subiecților unei relații juridice de muncă.
Normele ne-imperative sunt caracterizate de faptul că suplinesc sau interpretează o voință ne-declarată sau clarifică prin manifestare implicită; și de faptul că acordă subiecților unei relații de muncă, atribuția reglementării cu plena voință, în cadrul Constituției și legii.
Prin prisma acestui tip de modalitate ne-imperativă, lucrătorul poate să decidă în mod liber asupra convenientei sau nu, de a exercita total sau parțial un drept de sorginte individuală. În această privință, se poate cita ca exemplul dreptul la concediu prevăzut în Decretul Legislativ nr. 713 al sistemului juridic peruan, care stabilește că lucrătorul are dreptul la 30 de zile de odihnă plătită pe an și, în acest context, în virtutea prerogativelor referitoare la voința stabilite în norma ne-imperativă, el poate dispune de 15 zile în care sa poată continua a presta servicii angajatorului său, în schimbul unei compensații extra-ordinare. Prin urmare, are capacitatea auto-determinativă de a-și decide o „schimbare” în acest sens.